# Sacra Famiglia con san Giovannino e l'agnellino
La Sacra Famiglia con san Giovannino e l'agnellino è un dipinto a olio su tavola (diametro di 113 cm) di Domenico Beccafumi, databile al 1521-1522 circa e conservato nell'Alte Pinakothek di Monaco. 

## Storia
L'opera proviene da casa Marsili a Siena, dove venne acquistata nel 1816 per 975 scudi per conto del principe Ludovico ed esportata. Nel 1850 entrò nel museo pubblico. 
Baccheschi datò l'opera accostandola alla Natività di San Martino e Dami la accostò, giustamente, agli anni in cui l'artista lavorò per i Marsili. Inspiegabilmente Adolfo Venturi riferì il tondo al Bacchiacca, forse confuso da una cattiva riproduzione fotografica: oggi l'autografia dell'opera al Beccafumi è pressoché indiscussa.

## Descrizione e stile
La forma stessa del tondo, assai popolare a Firenze tra la fine del Quattrocento e i primi decenni del Cinquecento, rivela un'influenza fiorentina, che si manifesta anche nell'equilibrata composizione, riecheggiante i lavori di Raffaello nel capoluogo toscano. 
La composizione del tondo era considerata un tema impegnativo e stimolante per gli artisti, nella difficoltà di articolare le fogire in uno schema insolito: Beccafumi risolse inclindando in avanti le figure ai lati di Giuseppe e Maria, messe in un elegante contrapposto (una frontale, una di schiena). La Madonna ha le forme allungate e sciolte tipiche dell'artista, con un delicato trapasso cromatico nel mantello; Giuseppe invece, col braccio appoggiato al sacco e la posa serpentinata, dimostra una riflessione sulle figure di Michelangelo. Al centro un san Giovannino rappresentato con tratti fluidi e spediti indica gioiosamente il bambino sdraiato in basso a destra, abbracciato all'agnellino che ne simboleggia il sacrificio. Al centro lo spazio libero permette di realizzare un delicato paesaggio, con un alberello secco che si confonde con la croce del Battista. L'effetto umido e tonale è legato all'esempio di Leonardo da Vinci.
L'effetto generale è vagamente irrequieto, con i personaggi che paiono riflessi in uno specchio convesso, convergendo verso il centro: un effetto accentuato dalla rispondenza di gesti e sguardi.